# Wellhornschnecke

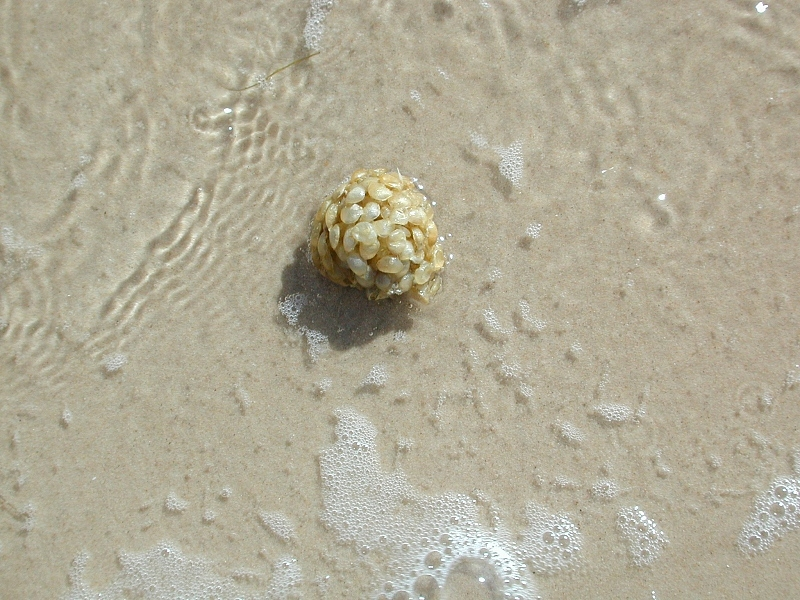
Eikapseln

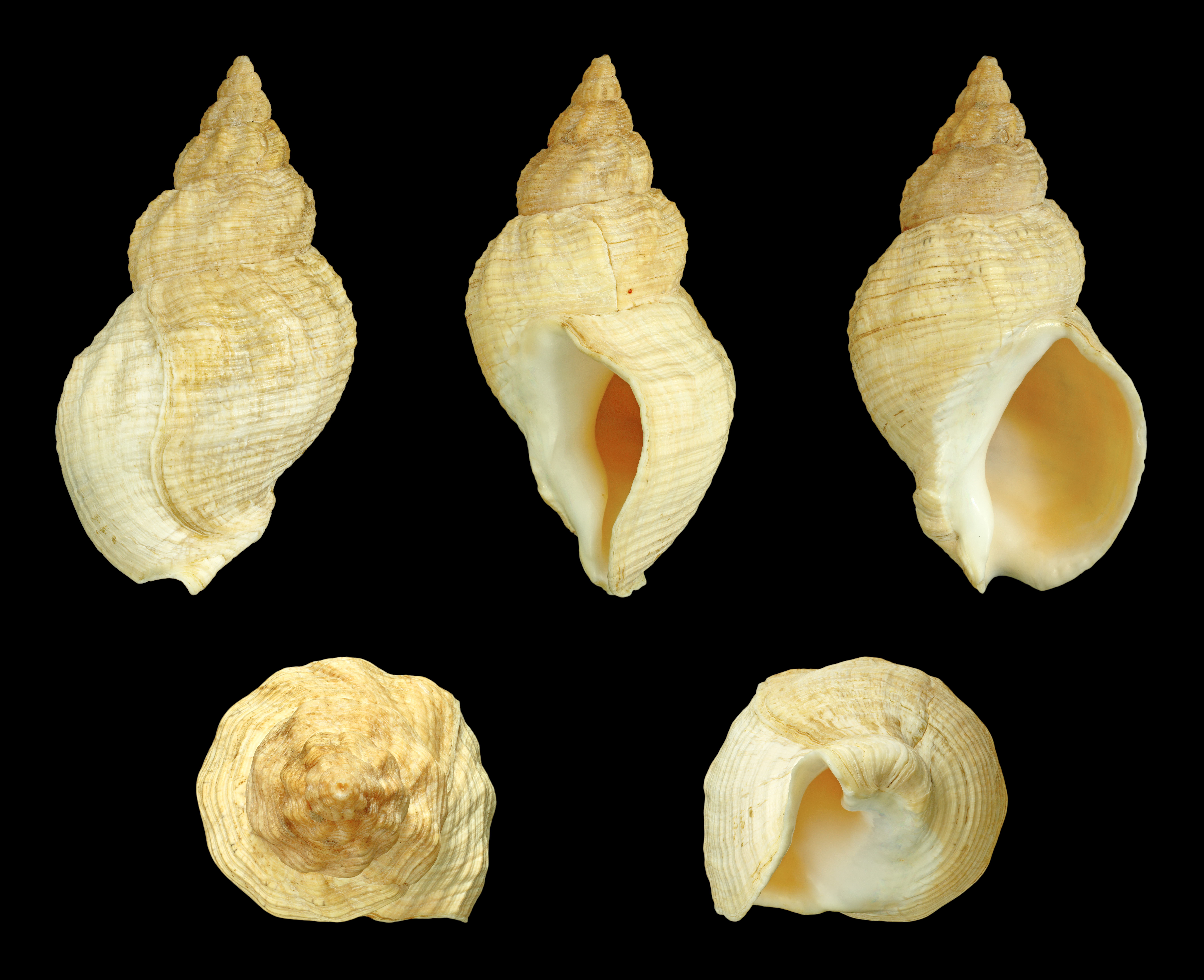
Gehäuse von Buccinum undatum

Die Wellhornschnecke (Buccinum undatum, frz. bulot) ist eine Schneckenart aus der Familie der Hornschnecken (Buccinidae, Gattung Buccinum), die im gesamten Nordatlantik beheimatet ist. Sie ernährt sich vor allem von Vielborstern, Muscheln und Aas. In der Nordsee sind ihre Bestände durch Gewässerverunreinigungen stark zurückgegangen.

## Merkmale
Das rechtsgewundene, spitz eiförmige Schneckenhaus von Buccinum undatum wird bei ausgewachsenen Schnecken etwa 6 bis 11 cm hoch. Es handelt sich somit um die größte Schneckenart in der Nordsee. Die acht gewölbten, selten eher flachen Umgänge sind durch eine eingedrückte, wellige Naht geschieden und nehmen regelmäßig zu. Der Körperumgang ist sehr groß und nimmt etwa drei Fünftel der Gehäuselänge ein. Das Gehäuse ist mehr oder weniger stark quer zu den Windungen durch schräge Eindellungen gewellt, daher auch der Name. Die Riefung kann auf den untersten Windungen auch fehlen. Dazu kommen feinere Rippen, die spiralig, also parallel zu den Windungen verlaufen. Die ovale Gehäusemündung ist groß und weit, aber niedriger als das Gewinde und hat eine im Adultstadium verdickte Außenlippe, die oben mehr oder weniger ausgebuchtet und unten in einen kurzen Siphonalkanal ausgezogen ist. Die unregelmäßig gewundene Spindel ist mit einem Callus versehen.
Die Oberfläche des Gehäuses, das über ein dünnes, glattes, braunes Periostracum verfügt, ist weißlich bis gelblich braun. Die Mündung ist in der Regel weißlich, die Spindel meist orange angelaufen, jedoch kann das Innere des Gehäuses auch eine stärkere orangefarbene Färbung haben.
Das hornige Operculum ist oval und hat einen nahe am Rand befindlichen Kern.
Die Schnecke hat einen flachen, vorn abgestutzten Kopf. An dessen Ecken befinden sich die recht langen Fühler, an deren Basis an einer Verbreiterung die kleinen schwarzen Augen sitzen. Der Fuß ist hinten und an den vorderen Ecken abgerundet. Der Mantel und der Fuß des Tieres sind kremfarben mit schwarzen Flecken.

## Vorkommen

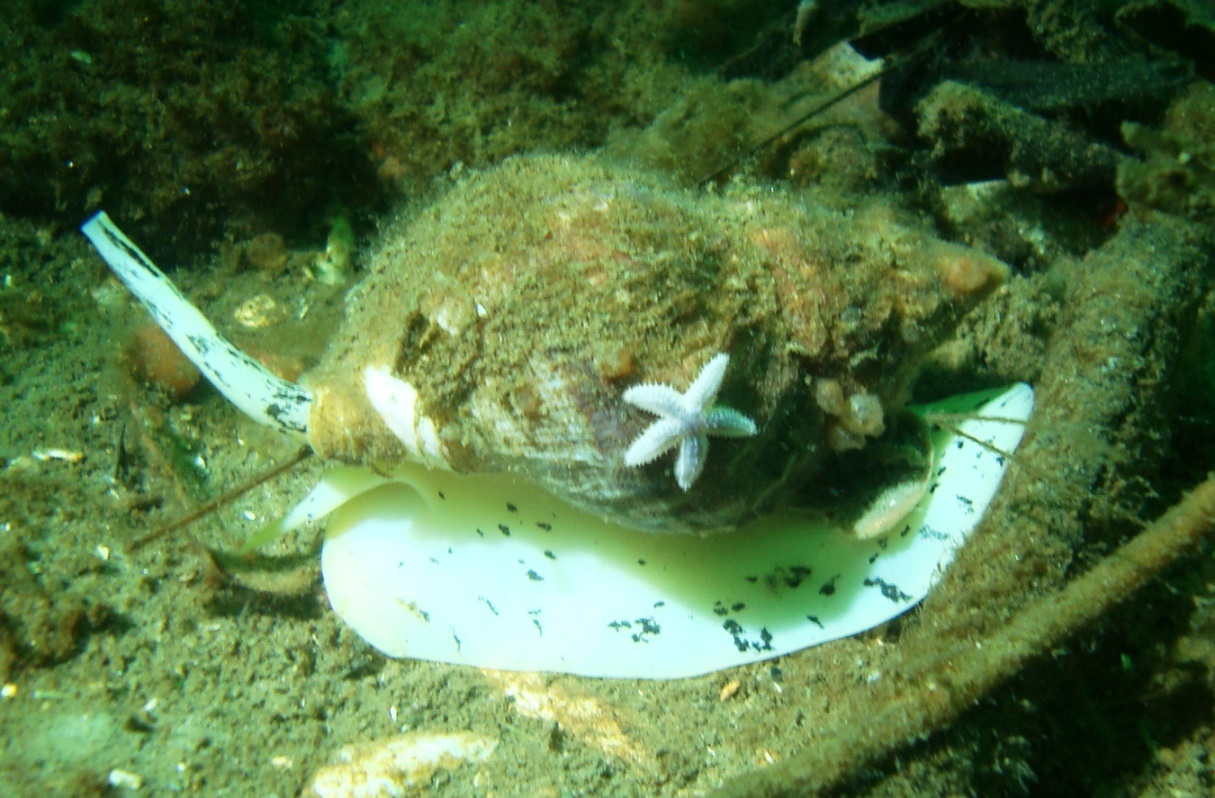
Wellhornschnecke (Buccinum undatum) im natürlichen Lebensraum (Kleiner Belt, Ostsee)

Die Wellhornschnecke findet man in den Küstengebieten des gesamten Nordatlantiks. An der Westküste Europas findet man sie vom Arktischen Ozean bis in die Biskaya, an der Ostküste Nordamerikas kommt sie von der Arktis bis auf die Höhe von New Jersey vor. Sie kommt selten auch im Mittelmeer in größerer Tiefe vor.
Sie bevorzugt kalte Gewässer mit einem Salzgehalt von zwei bis drei Prozent und lebt in Tiefen zwischen 5 und 1200 Metern. Die Schnecken kommen vorwiegend auf Weichböden vor, auf denen sie sich schnell fortbewegen können, aber auch auf Hartböden.

## Lebenszyklus
Die Wellhornschnecken werden bis zu 15 Jahre alt und sind wie die meisten Vorderkiemerschnecken getrenntgeschlechtlich. Die Geschlechtsreife wird bei etwa 6 cm Gehäuselänge erreicht. Das Männchen begattet das Weibchen mit Hilfe seines Penis, der bei reifen Männchen mehr als halb so lang wie das Schneckenhaus ist. Das Weibchen legt im Herbst etwa faustgroße Klumpen von bis zu 2000 Eikapseln ab, die jeweils im Durchschnitt etwa 1000 (bis zu 3000) Eier enthalten. Von diesen entwickeln sich pro Kapsel etwa zehn bis vierzehn Eier, während die übrigen als Nähreier dienen. Bisweilen werden die an Steinen, Felsen oder Molluskenschalen befestigten Gelege, die von mehreren Muttertieren stammen können, bis 50 cm groß.
Die kugelrunden, durchschnittlich 340 μm großen fruchtbaren Eier unterscheiden sich äußerlich nicht von den Nähreiern. Die gesamte Entwicklung bis zur fertigen Jungschnecke findet in der Eikapsel statt. Nach etwa zehn Wochen (bei 8–11 °C) schlüpfen Jungtiere, deren braunes Schneckenhaus etwa 2 Millimeter misst und anderthalb bis zwei Umgänge hat. Nach anderen Untersuchungen dauert die Entwicklung 133 bis 140 Tage bei 6 °C.

## Ernährung
Wellhornschnecken gehören zu den fleischfressenden Mollusken und erbeuten Würmer, Krebse und Muscheln. Darüber hinaus fressen sie Aas.
Muscheln werden angegriffen, indem die Schnecke ihren Fuß an die Kante der Muschelschalen legt. Sobald sich die Muschel öffnet, schiebt die Schnecke ihren Gehäuserand zwischen die Schalen. Eine Öffnung von 1,3 mm reicht aus, die Proboscis einzuführen. Eine 5 cm große Wellhornschnecke frisst eine 2,5 cm große Herzmuschel in 10 bis 20 Minuten auf. Während die Herzmuschel Cardium edule auf diese Weise schnell erbeutet wird, fliehen andere Muschelarten, so schwimmen beispielsweise Kammmuscheln davon. Andere Muschelarten, darunter auch Miesmuscheln, bleiben so lange geschlossen, dass die Schnecke davonkriecht.
In den Mägen von Wellhornschnecken sind Reste von Polychaeten, Muscheln und Seeigeln gefunden worden. Wie hoch dabei jeweils der Anteil lebend erbeuteter bzw. tot aufgefundener Tiere war, ist unklar. Wellhornschnecken können mit ihrem Geruchssinn Aas auf weite Entfernungen ausmachen. Ausgewachsene Wellhornschnecken scheinen von der Jagdaktivität von Seesternen zu profitieren, deren Nähe sie suchen, um zurückgelassene Fleischreste zu verzehren.
Im Nordwestatlantik machen Polychaeten nach Darmuntersuchungen etwa 60 % der Beute von Buccinum undatum aus.

## Feinde
Wichtige Feinde der Wellhornschnecke sind verschiedene Vögel, darunter Watvögel wie der Austernfischer. Auch manche Fische und Krebse können die Schalen der Schnecke knacken.
Zu den Feinden der Wellhornschnecke gehören auch verschiedene Arten von Seesternen. Die Schnecken können diese durch ihren Geruch (Saponine) wahrnehmen und auch von ungefährlichen Seesternen unterscheiden. Kleine Wellhornschnecken können so durch Ausweichen eine Annäherung der Seesterne vermeiden. Größere Wellhornschnecken zeigen eine größere Toleranz gegenüber den Seesternen als kleine; so zeigen sie erst bei direktem Kontakt heftige Fluchtreaktionen wie Überschlagen. Die Schnecken profitieren dabei offenbar von den Seesternen, die Muscheln nur teilweise fressen und so den Schnecken Reste der Beute zum Fressen zurücklassen.

## Gefährdung
Seit Anfang der 1970er Jahre wird eine Abnahme bis hin zum Zusammenbruch der Wellhornschnecken-Populationen beobachtet, so dass die Schnecke im Wattenmeer an der gesamten niederländischen Küste und in der Deutschen Bucht ausgestorben ist. Seit 2019 versuchen die Betreiber des Borkumer Nordseeaquariums eine selbst heran gezüchtete Population wieder anzusiedeln. Untersuchungen haben gezeigt, dass Tributylzinn (C4H9)3SnH, eine für Schutzanstriche an Schiffen verwendete Chemikalie, bei Weibchen der Wellhornschnecken, aber auch anderer Schnecken (z. B. Stachelschnecken), zur Bildung männlicher Geschlechtsorgane führt. Diese vom s. g. Imposex betroffenen Weibchen können keine Eier mehr legen.

## Kommerzielle Nutzung

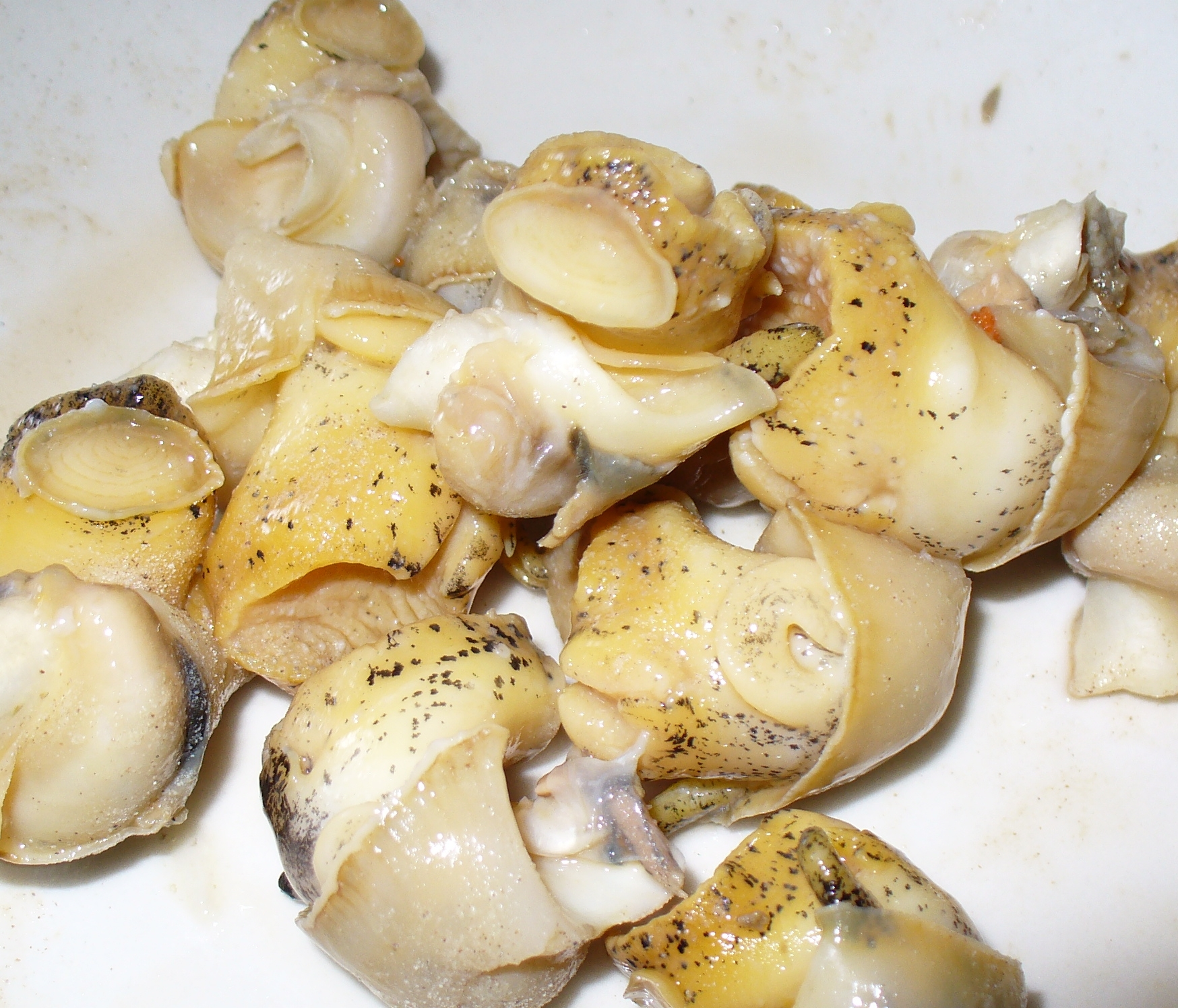
Gekochte Wellhornschnecken, aus dem Haus herausgezogen

Wellhornschnecken waren früher in Küstenregionen ein wichtiges Lebensmittel der ärmeren Bevölkerung. Heute spielen sie in Europa jedoch keine große Rolle als Meeresfrüchte mehr. In Frankreich, Belgien,  den Niederlanden und Korea gelten sie als Delikatesse.

## Sonstiges
Früher benutzte man am Strand gesammelte leere, abgelöste Eigelege als Putzschwämme. Getrocknet und zerkleinert wirken die Eihüllen als Juckpulver. Schneckenhäuser von toten Wellhornschnecken werden bevorzugt von Einsiedlerkrebsen bewohnt. Daher findet man Wellhornschnecken-Gehäuse eher selten am Strand.